# Mestna klavnica (Ljubljana)
Mestna klavnica je nekdanji proizvodni obrat v Ljubljani. Tovarna je bila izgrajena na pobudo mestne občine, v kateri je dotedanje klanje živine po hišnih dvoriščih na koncu 19. stoletja že veljalo za higiensko neustrezno. Po zgledu ostalih klavnic v Evropi jo je med leti 1880 in 1881 oblikoval arhitekt Adolf Wagner. Gradbena dela je izvedla Kranjska stavbna družba, železno konstrukcijo pa Kranjska industrijska družba, vodovod in strojna dela je izvedel Albert Samassa.
Klavnica je obsegala administrativno stavbo, klavnično halo, klet za malo in veliko živino in sanitarni objekt. Po potresu so klavnico prenovili (vpeljana je bila električna razsvetljava, tlakovani obe klavnici, voda iz mestnega vodovoda, modernejša oprema, dodana ledenica pod malo klavnico v dveh etažah). Zaradi razvoja mesta se je potreba po prehrani povečala, zato so se pod vodstvom župana Dinka Puca (1928–1935) odločili za povečavo in modernizacijo. Na mednarodnem natečaju za celostno prenovo je zmagala češka Škoda (Škodovy závody Plzeň), za gradbeno delo pa Dukić & drug. Dela so se končala leta 1927, 1931 pa je bil dograjen še oddelek za hlajenje svinjine.
Danes je klavnica opuščena in kot industrijska znamenitost vpisana v Register kulturne dediščine.